# Stabbur

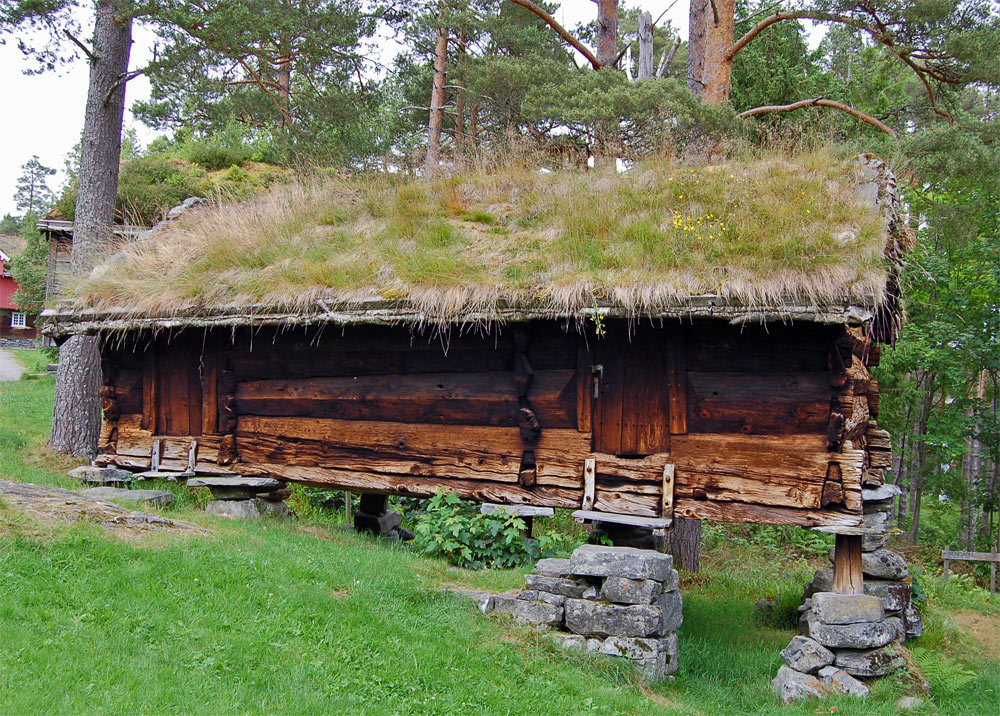
Stabbur aus Ørsta ca. 1600, im Sunnmøre Museum in Ålesund

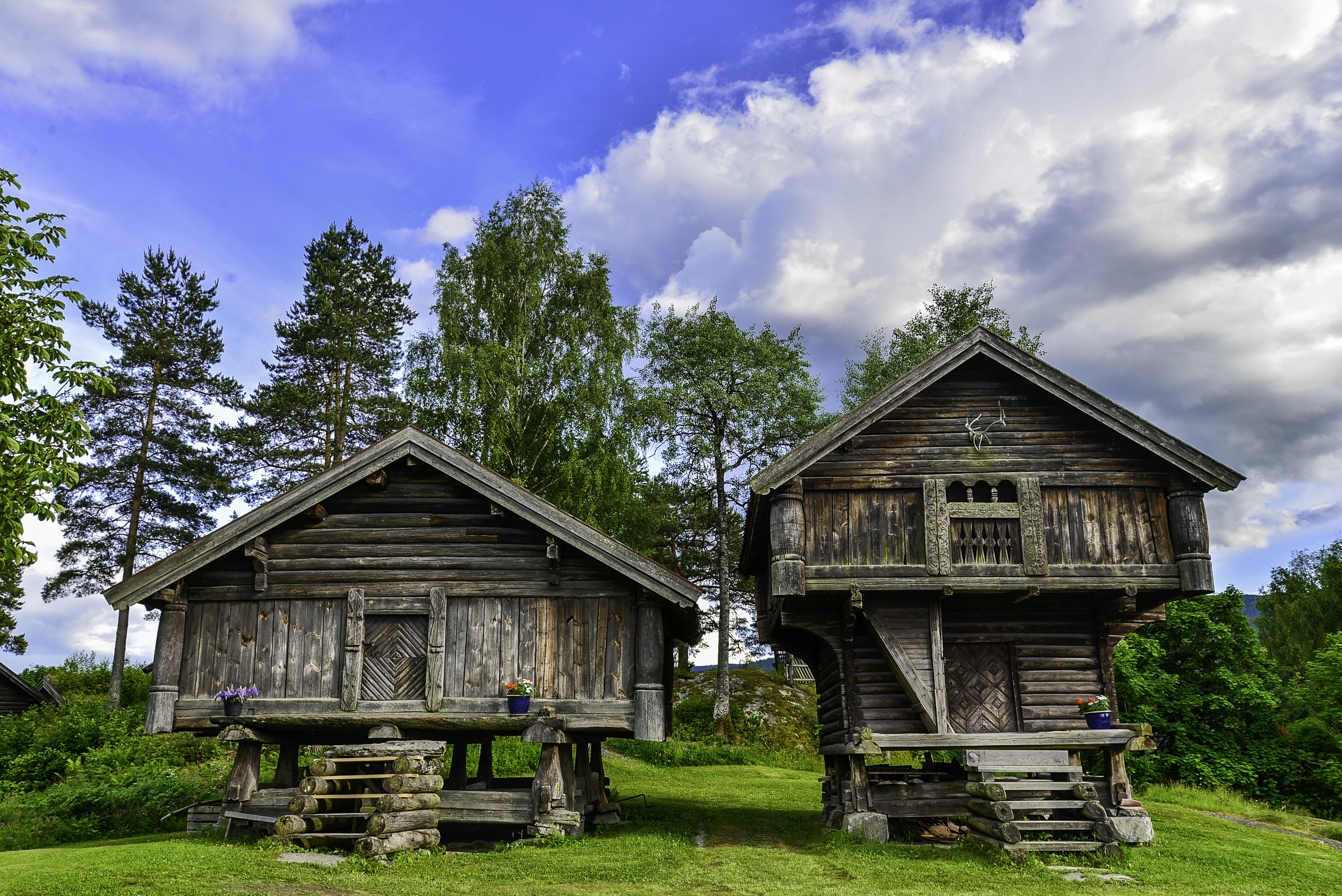
Stabbure im Heddal og Notodden Museum

Ein Stabbur war ein Hochspeicher auf norwegischen Bauernhöfen. Es ist meist auf Pfosten und Steinplatten gebaut, um das Eindringen von Schädlingen wie Mäusen und Ratten zu verhindern. Der Abstand zum Erdboden sorgt für eine gute Luftzirkulation unter dem Fußboden und verhindert das Eindringen von Feuchtigkeit. Die meisten der Gebäude waren klein und mit nur einer Etage, nur reichere Bauern hatten mehrstöckige Lager.
An der Küste Norwegens waren die Stabbur weniger verbreitet, als im Innenland, da durch den Fischfang weniger die Notwendigkeit bestand, Lebensmittel über den Winter hinweg aufzubewahren. Während der Zeit der Nationalromantik im 19. Jahrhundert wurden die Vorratshäuser gemeinsam mit den Stabkirchen als typisch norwegische Architektur angesehen. Zum Ende des Jahrhunderts wurden viele der Stabburs in Freilichtmuseen und städtische Villengärten umgesiedelt, auf den Bauernhöfen wurden hingegen vielerorts neue Speicher in altem Stil erbaut.

## Etymologie
Das Wort stabbur lautete wahrscheinlich ursprünglich stavbur und setzt sich aus den Wörtern stav (deutsch: Stab) und bur (deutsch: Bauer im Sinne von Käfig) zusammen. Ein bur bezeichnete früher ein Vorratshaus auf Höfen und der erste Teil stav beschrieb die Bauart. Gebaut mit Stäben, ähnlich der Bauart von Stabkirchen (stavkirke).